# Бронштейн, Михаил Цалевич
Моисе́й (Михаи́л) Ца́левич Бронште́йн (псевдоним: Bruna Ŝtono; род. 1949, Проскуров, УССР, СССР) — эсперантист, инженер, писатель, переводчик, поэт, автор и исполнитель песен, ведущий культурной программы всемирных конгрессов эсперантистов. Автор нескольких десятков книг, выпустил несколько аудиокассет и компакт-дисков с песнями. В 2003 году стал лауреатом литературной премии им. Антония Грабовского. В 2022 году стал первым лауреатом премии международной Академии эсперанто за роман «Я звёзды впряг в свои мечты...».

## Оригинальные произведения на эсперанто
- Legendoj pri SEJM (Легенды о SEJM) (1992)
- Oni ne pafas en Jamburg (В Ямбурге не стреляют) (1993) — роман
- Mamutido Miĉjo (Мамонтёнок Мишка) (1995) — книга для детей
- Jen, denove… (Вот, опять …) (1997)
- Du lingvoj (Два языка) (2001) — сборник стихов
- Iam, kiam… (Когда-нибудь, когда…) (2005) — сборник стихов
- Dek tagoj de kapitano Postnikov (Десять дней капитана Постникова) — исторический роман о событиях в российской Эсперантиде сто лет назад (2004). , ISBN 5-86038-027-5.
- Свою судьбу корить не смею (2007) — сборник стихов
- Kajto (2009) — сборник стихов
- Lecionoj por knabo (2009) — рассказы
- Urbo Goblinsk (2010) — роман
- Pri Dinjo, Diko kaj aliaj estaĵoj (2011) — книга для детей
- Попрошусь я к вам, в весну… (2011) — сборник стихов
- Kaj ekmatenos (2014) — сборник стихов
- Mi stelojn jungis al revado… (2016) — роман
- Sortoj frakasitaj (2017) — сборник эссе
- Viv-teatro (2019) — сборник стихов
- Стареем не мы, братцы… (2020) — сборник стихов
- Lecionoj por viro (2020) — повесть
- Amitaj, amataj, amotaj… (аудиокассеты)

## Переводы с русского на эсперанто
- Arkadij Strugackij, Boris Strugackij. Pikniko ĉe vojrando = Пикник на обочине (эсп.) / Иллюстрации Леонида Андреева. Отв. редактор Александр Шевченко. Редакторы: Александр Гофен, Дмитрий Перевалов, Елена Шевченко. — М.: Импэто, 1996. — 190 с. — ISBN 5716100279.[1]
- Arkadij Strugackij, Boris Strugackij. La fora ĉielarko = Далёкая радуга (эсп.) / Иллюстрации Vjacxeslav TE. Отв. редактор Александр Шевченко. — М.: Импэто, 1997. — 130 с. — ISBN 5716100422.[2]
- Arkadij Strugackij, Boris Strugackij. La dua invado de marsanoj = Второе нашествие марсиан (эсп.) / Редактор: Елена Шевченко. Иллюстрации Vjacxeslav TE. Отв. редактор Александр Шевченко. — М.: Импэто, 1998. — 111 с. — ISBN 5716100449.[3]
- Arkadij Strugackij, Boris Strugackij. La loĝata insulo = Обитаемый остров (эсп.) / Редакторы: Елена Шевченко, Николай Гудсков. Иллюстрации Vjacxeslav TE. Отв. редактор Александр Шевченко. — М.: Импэто, 2004. — 304 с. — ISBN 5716101224.[4]
- Dina Rubina. La blanka kolombino de Kordovo = Белая голубка Кордовы (эсп.). — Белосток, Свидник, Люблин, Тихвин: Bjalistoka Esperanto-Societo, Libro-Mondo, Ars Libri, 2020. — 475 с. — ISBN 9788363698560.[5]

### Рецензии
- О книге Легенды SEJM, de Don Harlow
- Andreas Künzli. SEJM: Legendoj pri legendo (эсп.) // Esperanto : журнал. — 2011. — Decembro (no. 1253 (12)). — P. 254—255. — ISSN 0014-0635. Рецензия на книгу Legendoj pri SEJM.
- Kalle Kniivilä. Ruseska realismo (эсп.) // Esperanto : журнал. — 2011. — Julio (no. 1249 (7—8)). — P. 158. — ISSN 0014-0635. Рецензия на книгу Urbo Goblinsk.
- О книге для детей Мамонтёнок Мишка
- Glebo Malcev. Lia muziko ne gravas (эсп.) // La Ondo de Esperanto : журнал. — 2004. — No. 5 (115). Рецензия на альбом Mia nomo ne gravas.
- Stefan MACGILL. Knabinoj, cignoj, burĝonoj (эсп.) // Monato : журнал. — 2007. — Majo. — P. 23. Рецензия на альбом Printempo bluĵinsa.
- Valentin Melnikov. Iom da bono de Bruna Ŝtono (эсп.) // La Ondo de Esperanto : журнал. — 2004. — No. 11 (121). Рецензия на книгу Dek tagoj de kapitano Postnikov.

### Биография
- Christophe Lavarenne. VORKUTA : le charbon du Goulag (эсп.).

### Фотографии
- Fotoj de niaj agadoj en 2004 - 2005 (эсп.). Esperanto 3000.